# Arne Homann
Arne Homann (* 24. September 1979 in Bremerhaven) ist ein deutscher Archäologe, Historiker und Museumsleiter. Zu seinen Forschungsinteressen zählen unter anderem die Archäologie des Mittelalters und der Neuzeit mit dem Schwerpunktthema Schlachtfeldarchäologie sowie die niedersächsische Landes- und Militärgeschichte.

## Leben
Arne Homann studierte Vor- und Frühgeschichte sowie mittelalterliche und neuere Geschichte an der Universität Hamburg. Sein Studium schloss er 2008 mit einer Magisterarbeit zum Thema Schlachtfeldarchäologie ab. Von 2011 bis 2013 absolvierte er ein wissenschaftliches Volontariat am Bomann-Museum Celle.
Vom 1. Februar 2018 bis 31. Oktober 2020 leitete er das Schulmuseum Steinhorst im Landkreis Gifhorn. Seit dem 1. November 2020 leitet er das Städtische Museum Schloss Salder, das zentrale Museum der Stadt Salzgitter in Niedersachsen.
Homann hat umfangreich wissenschaftlich publiziert und war als Herausgeber von Sammelbänden tätig. Daneben hat er bei zahlreichen Fachtagungen Vorträge gehalten. Er gilt als Experte zum Thema Schlachtfeldarchäologie und ist Hauptautor des deutschsprachigen Standardwerks zum Thema. Er hat selbst zahlreiche professionelle schlachtfeldarchäologische Untersuchungen durchgeführt, darunter 2006 bei Großbeeren (1813) eine der ersten in Deutschland überhaupt. Außerdem kuratierte er diverse museale Sonderausstellungen zu verschiedenen Themen.
Seit 2023 forscht und publiziert er zusammen mit Bernard Wilkin und Robin Schäfer zu Aspekten der Schlacht bei Waterloo 1815 und ihres Nachlebens. 2024 erschienen zwei Studien zur neuzeitlichen industriellen bzw. kommerziellen Nutzung menschlicher Überreste von europäischen Schlachtfeldern vor allem des 18. und 19. Jahrhunderts. 2025 folgte eine Analyse des umfangreichen modernen Handels mit gefälschten Schlachtrelikten.
Homann initiierte 2022 die am 23. November 2023 erfolgte, freiwillige Rückgabe von 73 Kunstgegenständen der Kultur der Huaxteken an Mexiko durch die Stadt Salzgitter. Er hatte die Objekte, die um 1900 vermutlich illegal nach Salzgitter gelangten, zuvor im Depot des Städtischen Museums Schloss Salder entdeckt, wo sie seit den 1960er Jahren lagerten.

## Veröffentlichungen (Auswahl)
Monografien / Ausstellungskataloge
- mit Thomas Brock: Schlachtfeldarchäologie. Auf den Spuren des Krieges. Stuttgart, Theiss, 2011. (Sonderband 2011 der Zeitschrift Archäologie in Deutschland – AiD)
- Neuzugänge: Interessantes, Spannendes und Überraschendes aus dem Depot. Sonderausstellung 1. August 2018 bis 14. Oktober 2018. Steinhorst und Gifhorn, Schulmuseum Steinhorst / Museen des Landkreises Gifhorn, 2018.
- Weltenbrand und Karikatur Franz Jüttner – Ein Künstler kommentiert den 1. Weltkrieg. Sonderausstellung 31. Oktober 2018 bis 14. April 2019. Steinhorst und Gifhorn, Schulmuseum Steinhorst / Museen des Landkreises Gifhorn, 2018.
- mit Antje Ahrens, Claudia Böhler und Christine Kellner-Depner: Ein Stück Himmelreich?! Schlesische Küche in Salzgitter. Sonderausstellung 8. Dezember 2022 bis 12. Februar 2023. Salzgitter, Stadt Salzgitter / Städtisches Museum Schloss Salder, 2023. (Ausstellungskataloge des Städtischen Museums Schloss Salder, 1)
- Not macht erfinderisch…! Als Kriegsgerät zu Hausrat wurde. Sonderausstellung 14.03.2024 bis 14.07.2024. Salzgitter, Stadt Salzgitter / Städtisches Museum Schloss Salder, 2024. (Ausstellungskataloge des Städtischen Museums Schloss Salder, 2)

Herausgeberschaften
- mit Ulrike Pilarczyk und Ofer Ashkenazi: Hachschara und Jugend-Alija. Wege jüdischer Jugend nach Palästina 1918–1941. Begleitband zur internationalen Tagung im Schulmuseum Steinhorst am 25. April 2019. Gifhorn, Gemeinnützige Bildungs- und Kultur GmbH des Landkreises Gifhorn, 2020. (Steinhorster Beiträge zur Geschichte von Schule, Kindheit und Jugend, Band 1)

Artikel
- Schlachtfelduntersuchung. Befreiungskriege von 1813 im archäologischen Befund bei Großbeeren, Ldkr. Teltow-Fläming. In: Archäologie in Berlin und Brandenburg 2006, S. 123–124.
- Battlefield Archaeology of Central Europe. With a Focus on Early Modern Battlefields. In: Natascha Mehler (Hrsg.), Historical Archaeology in Central Europe. Society for Historical Archaeology 2013, S. 203–230. (SHA Special Publication Nr. 10)
- mit Michael-Andreas Tänzer und Jens Mastnak: „Unsere brave leute, so geblieben, werden nirgends gedacht, noch die lebendige gerümbt.“: Krieg als Mittel welfischer Politik. In: Jochen Meiners / Bomann-Museum Celle (Hrsg.), Reif für die Insel. Das Haus Braunschweig-Lüneburg auf dem Weg nach London; [Niedersächsische Landesausstellung 2014: Katalog des Celler Abschnitts / Exhibition Catalogue, Bomann-Museum Celle]. Celle, Sandstein, 2014, S. 67–78
- Artilleriegeschosse aus Schlacken: Eine welfische Erfindung des 16. Jahrhunderts. In: Braunschweigisches Jahrbuch für Landesgeschichte 96 (2015), S. 11–26.
- Politik und Kriegführung des Schmalkaldischen Bundes. In: Jochen Meiners (Hrsg.), Zeichen setzen: 500 Jahre Reformation in Celle; Begleitband zur Ausstellung im Bomann-Museum Celle, im Residenzmuseum im Celler Schloss und in der Stadtkirche St. Marien. Petersberg, Michael Imhof Verlag, 2017, S. 94–105.
- Trümmer, Gräber, Schlachtfelder – Ein Blick auf die Archäologie des Dreißigjährigen Krieges. In: Birgit Emich/Dirk Niefanger/Dominik Sauerer/Georg Seiderer (Hrsg.), Wallenstein: Mensch – Mythos – Memoria. Berlin, Duncker & Humblot, 2018, S. 67–96. (Historische Forschungen, 117)
- Die lange gesuchte Siedlung zur Ertheneburg?! Neue mittelalterliche Funde aus Artlenburg (Ldkr. Lüneburg). In: Werner Budesheim (Hrsg.), Archäologie – Geschichte – Sprache – Ökologie. Wentorf bei Hamburg, Selbstverlag der Freien Lauenburgischen Akademie, 2018, S. 55–74. (Beiträge für Wissenschaft und Kultur, 13)
- Archäologische Untersuchungen auf dem Schlachtfeld bei Lutter am Barenberge vom 27. August 1626. In: Nachrichten aus Niedersachsens Urgeschichte 87 (2018), S. 205–212.
- mit Thorsten Lemm: Der slawische Burgwall von Hammer und seine Rolle im Warenverkehr zwischen Elbe und Ostsee. In: Archäologische Nachrichten aus Schleswig-Holstein 25 (2019), S. 70–79.
- mit Robin Schäfer und Bernard Wilkin: Die Toten von Waterloo. Aus dem Massengrab in die Zuckerfabrik? In: Archäologie in Deutschland Heft 3 / 2023 (April / Mai), S. 44–45.
- mit Robin Schäfer, The economic exploitation of ‘hero‘s bones and other human remains: A Central European perspective (1800-1930). In: Bernard Wilkin und Robin Schäfer (Hrsg.), Bones of contention: The industrial exploitation of human bones in the modern Age. Bruxelles, Archives Générales du Royaume, 2024, S. 13–66.[21]
- A ‘Hero’s smile’ from Waterloo? Using dead soldiers‘ teeth for dental prostheses, 1750–1860. In: Bernard Wilkin und Robin Schäfer (Hrsg.), Bones of contention: The industrial exploitation of human bones in the modern Age. Bruxelles, Archives Générales du Royaume, 2024, S. 111–124.[22]
- Mit Antje Ahrens, Freiwillige Rückgabe ohne Vorbehalt: Städtisches Museum Schloss Salder restituiert huaxtekische Kulturgüter an Mexiko. In: museums:zeit N. F. 81 (2024), S. 56–57
- Mit Robin Schäfer, L’exploitation des os de héros vue depuis l’Europe centrale (1800-1918). In: Bernard Wilkin und Robin Schäfer (Hrsg.), Jusqu’à la moelle. L’exploitation industrielle des ossements humains à l’époque contemporaire. Liège, Altura Éditions SRL, 2025, S. 17–54.
- Le sourire du héros? Les prothèses de dents de soldats morts au combat, 1750-1860. In: Bernard Wilkin und Robin Schäfer (Hrsg.), Jusqu’à la moelle. L’exploitation industrielle des ossements humains à l’époque contemporaire. Liège, Altura Éditions SRL, 2025, S. 113–126.

## Kuratierte Ausstellungen
- Neugestaltung der Dauerausstellung in der Schwedenhütte (Schlacht bei Gadebusch 1712). Schwedenhütte in Wakenstädt 2016.[23]
- Neuzugänge. Interessantes, Spannendes und Überraschendes aus dem Depot. Sonderausstellung Schulmuseum Steinhorst 2018.[24]
- Weltenbrand und Karikatur. Franz Jüttner – Ein Künstler kommentiert den 1. Weltkrieg. Sonderausstellung Schulmuseum Steinhorst 2018[25]
- Koedukation. Gemeinsam – Getrennt. Zur Geschichte der Mädchen- und Jungenbildung in Deutschland. Sonderausstellung Schulmuseum Steinhorst 2020.[26]
- Die Schenke an der Furt. Gasthof Heine 1770–2020. Sonderausstellung im Schulmuseum Steinhorst 2020.[27]
- Ein Stück Himmelreich?! Schlesische Küche in Salzgitter. Sonderausstellung Städtisches Museum Schloss Salder 2022.[28][29]
- Sölter zogen in die Welt – Die Wandermusikanten aus Salzgitter. Sonderausstellung im Tillyhaus (Salzgitter-Bad) 2024.[30]
- Not macht erfinderisch…! Als Kriegsgerät zu Hausrat wurde. Sonderausstellung Städtisches Museum Schloss Salder 2024.[31]